# The Girl Is Mine (låt av 99 Souls)
The Girl Is Mine är en låt av den brittiska duon 99 Souls med sång framförd av Destinys Child och Brandy Norwood. Låten är en mashup och interpolerar "Girl" (2005) av Destinys Child och "The Boy Is Mine" (1998) av Norwood. Låten gavs ut som 99 Souls debutsingel 6 november 2015 av Resilience Records.

## Topplistor
| Lista (2015)                      | Högsta placering |
| --------------------------------- | ---------------- |
| Australien (ARIA)                 | 56               |
| Belgien (Ultratip)                | 25               |
| Storbritannien (UK Singles Chart) | 23               |